# 里德尔陨石坑
里德尔陨石坑（Riedel）是位于月球背面南半部一座古老的大撞击坑，约形成于39.2-38.5亿年前的酒海纪，其名称取自德国导弹领域工程师克劳斯·里德尔（Klaus Riedel，1907年-1944年）和沃尔特·里德尔（Walter Riedel，1902年-1968年），1970年被国际天文学联合会批准接受。

## 描述

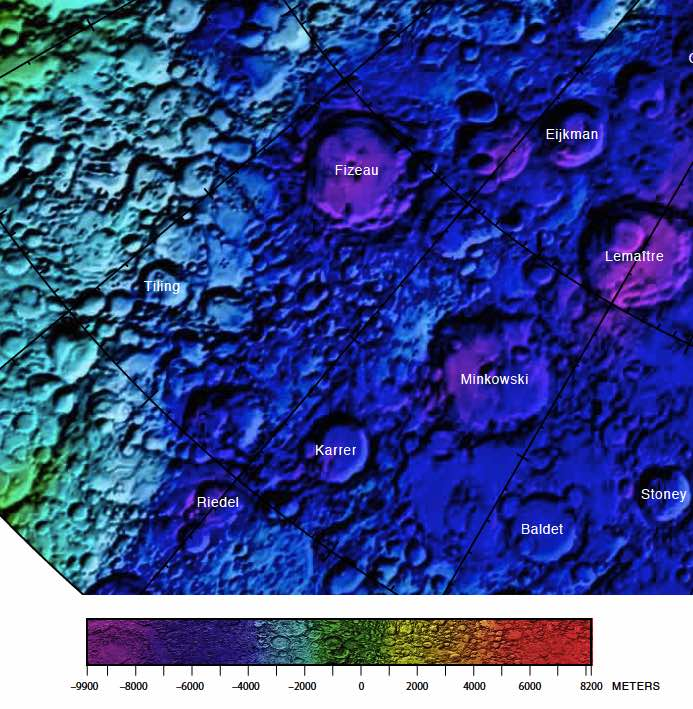
里德尔陨石坑的周边，月球南极区域详图。

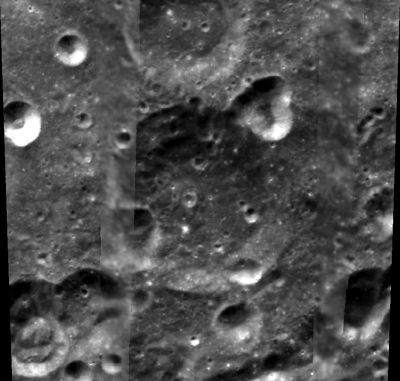
克莱门汀号拍摄的图像

该陨坑西北偏西毗邻格里索姆环形山、北面坐落了更大的勒维特环形山、较小的蒂林陨石坑及卡勒环形山则位于它的东南和西南偏南面。该陨坑中心月面坐标为48°53′S 140°03′W / 48.89°S 140.05°W，直径49.14公里，深度约2.33公里。
里德尔陨石坑外观轮廓接近圆状，坑壁已明显磨损，靠西南侧坑沿上覆盖了一座小陨坑，沿西北内侧壁显示有一些微弱的阶地状结构，而东南和西南侧内壁各嵌入了一座更小的撞击坑。其坑壁最大高出周边地形1120米，内部容积约1922立方千米。坑内地表坎坷不平，靠南部分布有一些细小的坑穴，但没有其它醒目的地貌结构。

## 卫星陨石坑
按惯例，最靠近里德尔陨石坑的卫星坑将在月图上以字母标注在它的中心点旁边。

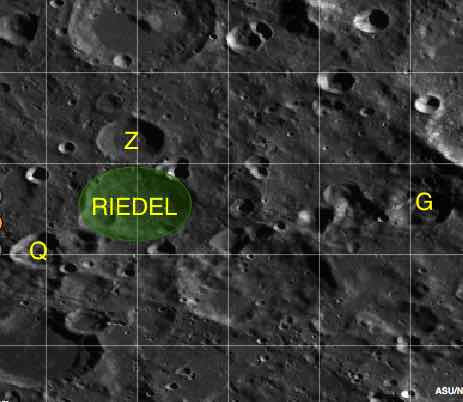
MAS 网站上公布的区域图

| 里德尔 | 纬度    | 经度     | 直径    |
| ------ | ------- | -------- | ------- |
| G      | 49.2° S | 133.6° W | 26 公里 |
| Q      | 49.9° S | 141.7° W | 25 公里 |
| Z      | 47.4° S | 139.7° W | 30 公里 |

## 另请参阅
- Andersson, L. E.; Whitaker, E. A. . NASA RP-1097. 1982.
- Blue, Jennifer. . USGS. July 25, 2007  [2007-08-05]. （原始内容存档于2014-09-24）.
- Bussey, B.; Spudis, P. . New York: Cambridge University Press. 2004. ISBN 978-0-521-81528-4.
- Cocks, Elijah E.; Cocks, Josiah C. . Tudor Publishers. 1995. ISBN 978-0-936389-27-1.
- McDowell, Jonathan. . Jonathan's Space Report. July 15, 2007  [2007-10-24]. （原始内容存档于2018-12-25）.
- Menzel, D. H.; Minnaert, M.; Levin, B.; Dollfus, A.; Bell, B. . Space Science Reviews. 1971, 12 (2): 136–186. Bibcode:1971SSRv...12..136M. doi:10.1007/BF00171763.
- Moore, Patrick. . Sterling Publishing Co. 2001. ISBN 978-0-304-35469-6.
- Price, Fred W. . Cambridge University Press. 1988. ISBN 978-0-521-33500-3.
- Rükl, Antonín. . Kalmbach Books. 1990. ISBN 978-0-913135-17-4.
- Webb, Rev. T. W.  6th revised. Dover. 1962. ISBN 978-0-486-20917-3.
- Whitaker, Ewen A. . Cambridge University Press. 1999. ISBN 978-0-521-62248-6.
- Wlasuk, Peter T. . Springer. 2000. ISBN 978-1-85233-193-1.